# Franz Holthus
Franz Holthus (* 31. Juli 1909 in Messingen (Kreis Lingen); † 14. November 1990 in Thuine) war  ein deutscher Politiker (Zentrum) und Abgeordneter des Niedersächsischen Landtages.

## Leben
Holthus war nach dem Besuch der Volksschule in der Landwirtschaft tätig und war Teilnehmer am Zweiten Weltkrieg. Seit 1950 war er Geschäftsführer des Bauern-, Pächter- und Siedlerbundes e.V. Niedersachsen für den Bezirk Emsland. Dieser Organisation der Heuerleute und Neusiedler stand im heftigen Kampf um die Rechte der unterbäuerlichen Schichten des Emslandes mit der bäuerlichen „Vereinigung des Emsländischen Landvolks“. Wegen des Niedergangs der Heuerlingswesens konnte er diese Tätigkeit später bis 1987 nur noch nebenamtlich weiterführen, wobei er sich in den letzten beiden Jahrzehnten hauptsächlich um die Alterfürsorge der ehemaligen Heuerleute zu kümmern hatte.
Holthus war ein Zentrumsmann, der im Lingener Land gerade die ländlichen Unterschichten wie die Heuerleute an die Partei band. Er trug wesentlich dazu bei, dass das Zentrums bis zu Beginn der 1960er Jahre im Lingener Land noch stark vertreten war. 1951 erhielt er als Landtagskandidat des Zentrums im Wahlkreis 88 (Bentheim) 3,1 Prozent der gültigen Stimmen.
In der zweiten Wahlperiode war er vom 10. Dezember 1953 bis 5. Mai 1955 als Nachrücker für Otto Krapp Mitglied des Niedersächsischen Landtages. Der Landtag wählte ihn zum Mitglied der zweiten Bundesversammlung, die 1954 Theodor Heuss als Bundespräsident wiederwählte. 1957 kandidierte er für die „Föderalistische Union“, dem Wahlzusammenschluss der Zentrumspartei mit der Bayernpartei, als Direktkandidat im Wahlkreis Nr. 27 Bersenbrück-Lingen
1956 wurde er einer von acht Zentrumsabgeordneten im Lingener Kreistag. Er trat später zur CDU über, für die er 1964 zum Kreistag kandidierte.
Holthus starb am 14. November 1990 in Thuine.

## Quelle
- Bernhard Fritze: Nachdenkliches über die einstmals einflussreiche Zentrumspartei und meine Zeit als Abgeordneter des Zentrums im Lingener Kreistag, in: Studiengesellschaft für Emsländische Regionalgeschichte (Hrsg.), Emsländische Geschichte, Bd. 16, Haselünne 2009, S. 381–401.
- Helmut Lensing/Bernd Robben: „Wenn der Bauer pfeift, dann müssen die Heuerleute kommen!“ – Betrachtungen und Forschungen zum Heuerlingswesen in Nordwestdeutschland, Haselünne 2016 (5. Auflage), S. 262, 263.
- Barbara Simon: Abgeordnete in Niedersachsen 1946–1994. Biographisches Handbuch. Hrsg. vom Präsidenten des Niedersächsischen Landtages. Niedersächsischer Landtag, Hannover 1996, S. 172.